# Antonio José Cavanilles

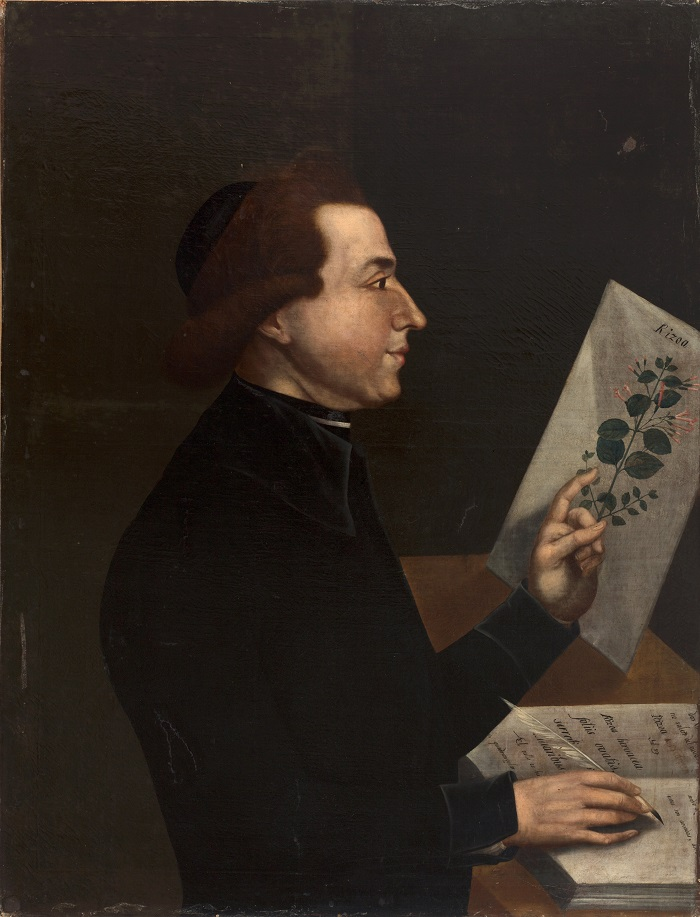
Antonio José Cavanilles, 1801.

Antonio José Cavanilles (* 16. Januar 1745 in Valencia; † 4. Mai 1804 in Madrid) war ein spanischer Botaniker. Sein offizielles botanisches Autorenkürzel lautet „Cav.“

## Leben
Cavanilles war anfangs Geistlicher und lehrte später Philosophie in Murcia. 1777 ging er als Erzieher der Kinder des Duque del Infantado nach Paris und widmete sich während eines zehnjährigen Aufenthalts dem Studium der Botanik. Nach seiner Rückkehr durchforschte er die spanische Flora und wurde 1801 Direktor des botanischen Gartens zu Madrid.
1792 wurde er als korrespondierendes Mitglied in die Russische Akademie der Wissenschaften in Sankt Petersburg aufgenommen. In seinem Todesjahr 1804 wurde er zum Mitglied der American Philosophical Society gewählt.
Cavanilles ist Erstbeschreiber der von ihm zu Ehren des französischen Naturforschers Aimé Bonpland beschriebenen Pflanzengattung Bonplandia Cav., 1800, aus der Pflanzenfamilie der Sperrkrautgewächse (Polemoniaceae). Cavanilles gilt als Entdecker der Cova de les Calaveres, einer Höhle bei Benidoleig südlich von Valencia.

## Nach Cavanilles benannte Taxa
Ihm zu Ehren wurden die Pflanzengattungen Cavanillesia Ruiz & Pav. und Cavanilla J.F.Gmel., beide aus der Familie der Malvengewächse (Malvaceae) benannt.

## Schriften
- Annales de Historia Natural, zusammen mit Christian Herrgen, Domingo García Fernández und Joseph Louis Proust, 1799[4]